# Pleasant Grove (Utah)
Pleasant Grove je město v okresu Utah County ve státě Utah ve Spojených státech amerických. K roku 2010 zde žilo 33 509 obyvatel. S celkovou rozlohou 23,7 km² byla hustota zalidnění 1 400 obyvatel na km².